# Јењиковице (Пардубице)
Јењиковице (чеш. Jeníkovice) је насељено мјесто са административним статусом сеоске општине (чеш. obec) у округу Пардубице, у Пардубичком крају, Чешка Република.

## Становништво
Према подацима о броју становника из 2014. године насеље је имало 253 становника.